# جنت سیمپسون
جنت سیمپسون (انگلیسی: Janet Simpson؛ ۲ سپتامبر ۱۹۴۴ – ۱۴ مارس ۲۰۱۰ (aged 65)) ورزشکار دو و میدانی اهل بریتانیا بود.